# Боуз-Лайон, Патрик
Патрик Боуз-Лайон (англ. Patrick Bowes-Lyon; 5 марта 1863, Белгравия, Великобритания — 5 октября 1946, Уэстерхем, Кент, Великобритания) — британский теннисист, победитель Уимблдонского турнира; дядя Елизаветы Боуз-Лайон, матери королевы Елизаветы II.

## Общая информация
Патрик родился в Лондоне, был пятым из одиннадцати детей Клода Боуз-Лайона, 13-го графа Стратморского и Кингхорнского и Фрэнсис Доры Смит. В августе 1893 года женился на Элис Уилтшир, дочери Джорджа Уилтшира.
У них с супругой было четверо детей:
- Лейтенант Гэвин Патрик (13 декабря 1895 — ноябрь 1917), погиб в бою,  никогда не был женат;
- Ангус Патрик (22 октября 1899 — 10 июля 1923) -  покончил жизнь самоубийством; никогда не был женат;
- Джен Барбара (9 октября 1904 — 7 января 1963) - никогда не была замужем
- Маргарет Энн (14 июня 1907 — 14 августа 1999), вышла замуж за подполковника Фрэнсиса Артура Филиппа Д'Абре в июне 1946, в браке родилось трое детей: Энтони Патрик Джон Д'Абре (род. 17 марта 1946 г.), Франческа Д'Абре (род. 7 февраля 1948 г.) и Анна Тереза Элис Д'Абре (1950 г. - 1995 г.).

## Спортивная карьера
В 1887 Патрик Боуз-Лайон выиграл Уимблдонский турнир в парном разряде, вместе с Гербертом Уилберфорсом.
В одиночном разряде он трижды (1885, 1886, 1888) побеждал на Чемпионате Шотландии, в течение трех лет подряд (1886, 1887, 1888) выигрывал турнир в Нортумберленде и одержал три победы (1884,1885,1886; в 1887 отказался от защиты титула) на соревнованиях в Дарлингтоне. Лучший результат на Уимблдоне — четвертьфинал 1885 года, когда Патрик, в трех сетах (2-6, 5-7, 3-6) уступил Герберту Лоуфорду.